# Кримське (Сіверськодонецький район)
Кри́мське — село в Україні, у Гірській міській громаді Сіверськодонецького району Луганської області. Населення становить 1662 особи.

## Історія
Поблизу виявлені 3 курганних могильника з 5 курганів, 2 окремих кургани, знайдено скарб бронзових виробів та злитків епохи бронзи, скіфське поселення.
Вперше письмово згадується 1725 року під назвою Кримський Ям (засноване як станція на ямському шляху Кримського напрямку)).
1753 року тут була розквартирована 6 рота Бахмутського гусарського полку (паралельна назва села — 6 рота); територія заселена православними сербами, хорватами, греками, угорцями, українськими та російськими селянами.
Сучасна назва закріпилась за селом з 1764 року.
На початку XIX століття в Кримському було 316 дворів і мешкало 1618 людей.
За даними 1859 року в казенному селі Слов'яносербського повіту Катеринославської губернії мешкало 2198 осіб (1086 чоловіків та 1112 жінок), налічувалось 373 дворових господарства, існувала православна церква, проходило 3 щорічних ярмарки.
Станом на 1886 рік в селі, центрі Кримської волості, мешкало 2968 осіб, налічувалось 536 дворів, існували православна церква, школа, арештантський будинок, 6 лавок, винний склад, рейнський погріб, відбувалось 3 щорічних ярмарки.

### Радянська доба
В січні 1918 р. встановлено Радянську владу. За роки громадянської війни 30 мешканців були в 4-й партизанській дивізії.
Під час Другої світової війни діяло підпілля під орудою Є. Ф. Кононова; на фронтах воювали 297 мешканців, 147 загинули, 170 нагороджені орденами і медалями. Уродженцю села А. Е. Руденко за мужність під час оборони м. Севастополь присвоєно звання Героя Радянського Союзу. На братській могилі вояків Великої вітчизняної війни встановлено пам'ятник.
На 1976 р.: 747 садиб, 1 800 мешканців, центральний садиба радгоспу «Прапор» (до 1962 р. — колгосп ім. Леніна, 7290 га, овочі, молоко, МТС, автогараж, будівельний цех, тепличне господарство), середня школа, будинок культури із залою на 250 місць, 4 бібліотеки (23 700 томів), 2 крамниці, їдальня, 2 дитячих садка-ясел, амбулаторія, тубдиспансер, дитячий будинок.

### Зміна підпорядкування
До жовтня 2014 року входило до Слов'яносербського району.

### Російсько-українська війна
Село кілька разів переходило з рук в руки влітку—восени 2014 року. Російські терористи жорстоко розправлялися з місцевими мешканцями, які підтримували незалежність України. Зокрема, місцевих батька й сина затримали та катували в підвалі, один із них отримав психічні розлади. 42-річного депутата сільської ради, майора міліції у відставці Геннадія Дмитровича Хитренка терористи розстріляли з автомата в дворі біля його хати — він неодноразово заявляв, що Кримське залишиться у складі України. 24 жовтня 2014 року голова Луганської ОДА Геннадій Москаль направив подання Президенту України з проханням посмертно відзначити Хитренка державною нагородою за проявлену мужність, героїзм та самопожертву в ім'я незалежності України, і Указом Президента Геннадій був посмертно нагороджений Орденом «За мужність» III ступеня.
Після закінчення «виборів» у «ЛНР» бойовики «Всевеликого війська Донського» поновлюють артилерійський обстріл Кримського. При цьому постраждав диспансер — до нього від найближчої вогневої точки лише 600—700 метрів, 2 листопада прямим влучанням зруйновано їдальню; по цьому хворі на туберкульоз змушено самотужки на відкритому вогні готують собі їжу. Персонал після обстрілу втік, з шістнадцятьма пацієнтами залишилися українські військовослужбовці.
7 січня 2015 року до Кримського за допомогою українських військовослужбовців вдалося привезти понад 1000 листів шиферу. Будівельний матеріал придбаний за сприяння «Фонду відновлення Донбасу».
Станом на 22 січня Кримське зруйновано повністю неодноразовими обстрілами, більша частина жилих будинків знищена; у селищі залишилося не більше 10 % населення — решта встигли виїхати.
2 лютого в Кримському снарядами з «Градів» пошкоджені 7 житлових будинків. Загалом з Кримського виїхало близько 80 % населення.
9 лютого луганський обласний голова Геннадій Москаль відвідав Кримське з метою доставлення гуманітарної допомоги, у цей час терористи обстріляли селище, поранено двох військових.
Позиційні бої тривали впродовж 2015—2017 років зі змінною інтенсивністю. На початку червня 2017 року з'явилися дані, що сили 93-ї бригади змогли просунутися вглиб окупованої території на 1,5 км у «сірій зоні» біля Бахмутської траси, поблизу Кримського. З 26 лютого 2022 селище окуповане російськими військами.

## Населення
Згідно з переписом УРСР 1989 року чисельність наявного населення села становила 1872 особи, з яких 868 чоловіків та 1004 жінки.
За даними перепису 2001 року населення села становило 1662 особи, з них 12,52 % зазначили рідною українську мову, а 87,48 % — російську.

### Мова
Розподіл населення за рідною мовою за даними перепису 2001 року:
| Мова       | Кількість | Відсоток |
| ---------- | --------- | -------- |
| російська  | 1454      | 87.48%   |
| українська | 208       | 12.52%   |
| Усього     | 1662      | 100%     |

## Пам'ятки
Поблизу села розташований ентомологічний заказник місцевого значення «Кримський».
Рішенням Луганської обласної ради від 04.02.1969 р. № 72 — створено геологічна пам'ятка природи місцевого значення «Причепилівський», — загальною площею 4,0га.

## Люди
в селі народилися
- Арпентьєв Володимир Олександрович (1918—1986) — державний діяч Молдавської РСР.
- Горошкіна Олена Миколаївна (нар. 1966) — мовознавець.

загинув
- Соловйов Герман Ігорович (1994—2019) — солдат Збройних сил України, учасник російсько-української війни.